# Endoftalmitis
Endoftalmitis is een ernstige, de gezichtsscherpte bedreigende, intraoculaire ontsteking van het oog. De meest voorkomende oorzaak van een endoftalmitis is als complicatie van een intraoculaire operaties aan het voorsegment van het oog. Andere (zeldzamere) oorzaken van een endoftalmitis zijn endogene infecties (als gevolg van aids, intraveneus drugsgebruik, diabetes mellitus en septische artritis) en de toxocara (besmetting door wormen die zich in de darmen van katachtigen bevinden).
Alhoewel de kans op een endoftalmitis bij intraoculaire ontstekingen klein is, dient er altijd een goede afweging te worden gemaakt tussen het voordeel en het risico van de operatie. De incidentie van een endoftalmitis bij cataractoperaties is circa 0,08%, bij pars plana vitrectomie ca. 0,05%. Een "acute" endoftalmitis manifesteert zich binnen de eerste zes weken na de operatie. Veelal worden de coagulase-negatieve cistaphylococci, streptococcus spp. en gram-negatieve organismen als veroorzakers gevonden. De "vertraagde" endoftalmitis manifesteert zich na de zes weken. Hierbij worden de propionibacterium acnes, fungi en coagulase-negatieve staphylococci gevonden. De klinische bevindingen bij een endoftalmitis na operatie zijn duidelijke intraoculaire ontstekingreacties veelal met hypopyon. Reacties zijn veelal: pijn, een ernstige daling van de gezichtsscherpte, forse toename van de conjunctivale bloedtoevoer, oedeem van het hoornvlies, oedeem van het ooglid en overige bij intraoculaire infecties gepaard gaande reacties.